# Scarpa da skate

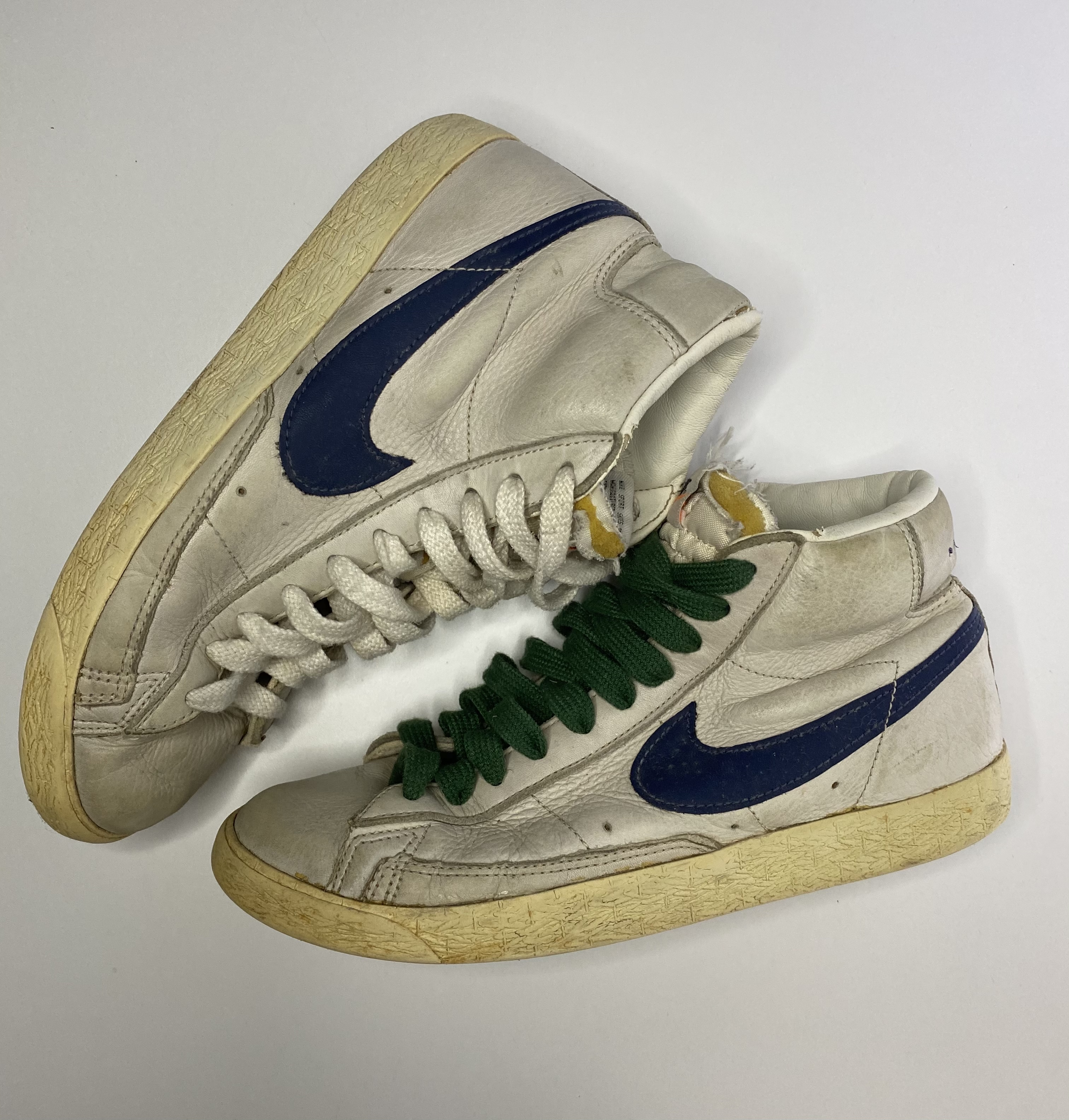
Scarpa da skate

La scarpa da skate è un tipo di calzatura, simile a una scarpa da ginnastica, ideata per essere usata nell’ambito dello skateboard.
La scarpa da skate è stata inventata per aiutare i surfisti ad allenarsi sullo skateboard; in seguito si è diffusa anche nell'uso quotidiano.

## Caratteristiche
La scarpa da skate ha una struttura rigida per prevenire distorsioni alla caviglia.
La suola deve permettere una buona aderenza alla tavola. Nelle scarpe da skate esistono due tipi di suole: quella vulcanizzata (incollata alla tomaia e più economica) e la cupsole (cucita nella tomaia). La tomaia può essere in pelle, anche scamosciata, o in tela. Di solito nei punti soggetti ad usura si trovano dei rinforzi in pelle.
Nella parte posteriore del tallone di questo tipo di scarpe è presente un'imbottitura, utile per tenere il piede fermo dentro al profilo della scarpa. Per attutire gli urti possono essere usate anche delle solette.
L'uso di materiali resistenti favorisce la durata della scarpa, che è sottoposta allo strofinamento con la tavola. Tipicamente, le scarpe degli skater professionisti sono molto rovinate a causa dei trick svolti, al contrario di quelle di uno skater principiante.
Le scarpe da skate possono essere alte, per dare un maggiore supporto alla caviglia, o basse, per tenere la caviglia più libera.

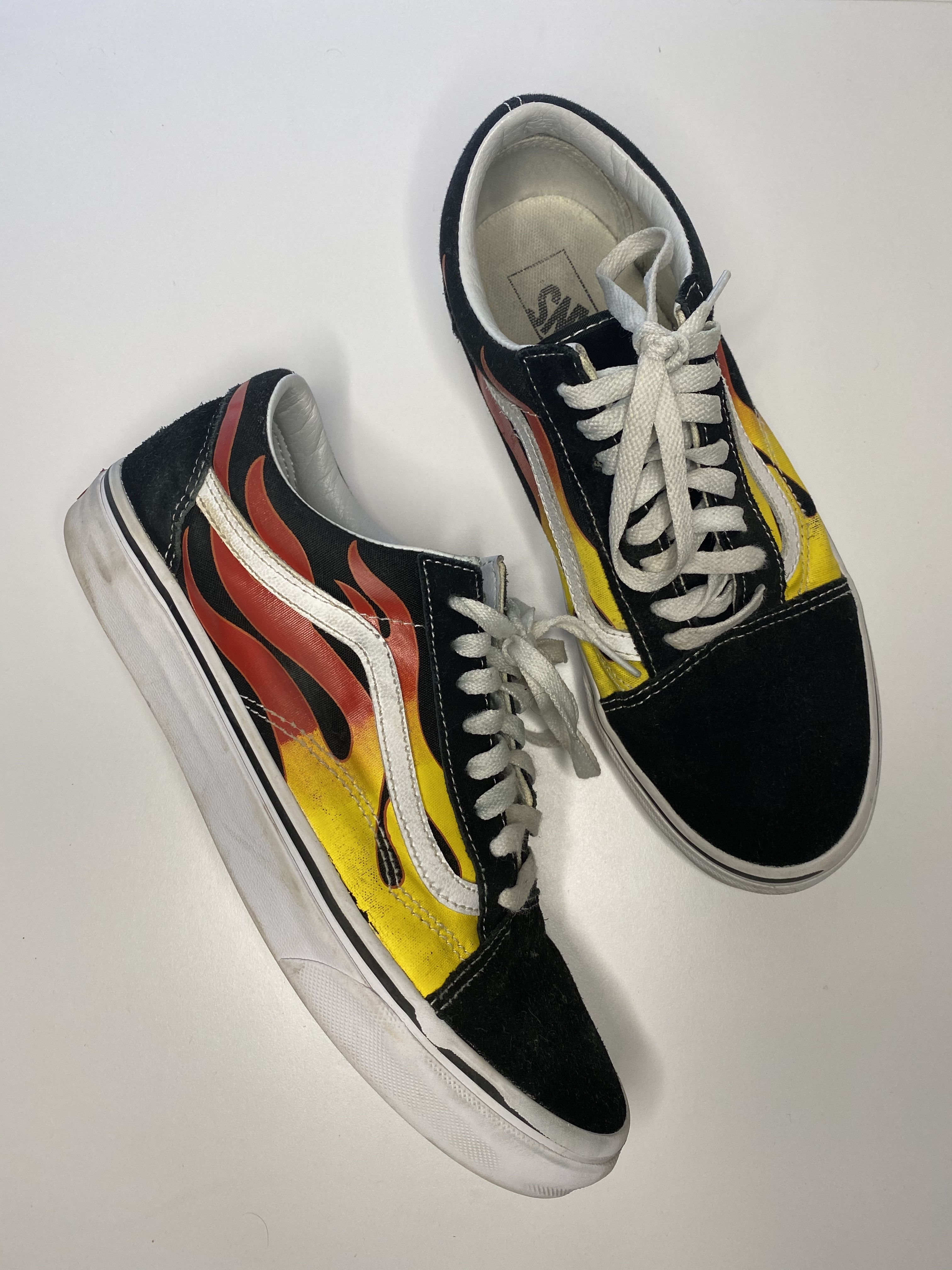
Un paio di Vans Old Skool

## Storia
Inizialmente oggetto di poco interesse, con il passare degli anni le scarpe da skate sono diventate sempre più importanti sia per gli skater sia per chi non pratica questo sport.
La Randy 720°, ideata nel 1965, è stata la prima scarpa creata esclusivamente per andare sullo skate. Aveva la suola morbida e la tomaia in pelle scamosciata, e la sua importanza deriva dal suo particolare design che è stato ripreso come base per moltissime scarpe da skate.
Negli anni successivi, l'azienda Vans ha avuto un ruolo molto importante per il mondo dello skateboard per aver ideato vari modelli di scarpe che si adattano all'utilizzo della tavola.
Il primo negozio Vans è stato aperto nel 1966. Paul Van Doren, fondatore di Vans, prese come punto di riferimento la Converse Chuck Taylor per progettare scarpe che dovevano essere leggere e molto aderenti alla tavola. Vans offriva un metodo particolare per l'acquisto delle scarpe su ordinazione: i clienti sceglievano modello, colore e taglia e le scarpe venivano prodotte per ogni singolo acquirente. A fine degli anni settanta Vans iniziò ad espandersi per tutta la California; due elementi del successo delle scarpe prodotte dall'azienda furono la suola molto spessa e la tomaia fatta con tela molto resistente.
Nel 1977 Nike aveva notato che molte persone indossavano scarpe da basket durante la pratica dello skate. L'azienda iniziò quindi a produrre un modello di scarpe alte per accontentare le esigenze di tutti gli skater: le Nike Blazer.
In quel periodo anche Vans iniziò a produrre le Vans sk8-hi, una variante alta del modello base Old Skool che comunque garantiva libertà di movimento.
Anche Adidas si accorse che il mondo dello skateboard era in crescita e iniziò a produrre le Adidas super skate.
Nel 1989 Etnies mise in vendita la prima calzatura professionale e nello stesso anno fu rilasciato il modello pro delle Vans.
Nel 1994 DC Shoes presentò un'intera collezione dedicata esclusivamente a scarpe da skate, in questi anni i modelli presenti sul mercato diventarono molto numerosi.

## Moda
Negli anni ottanta il mondo dello skateboard era diventato di moda, anche grazie al cinema, e le Vans Old Skool erano uno dei modelli più conosciuti.
Tra gli skater erano diffuse in quel periodo calzature di altri sport come le Air Jordan 1 (Basket) del 1986, considerata un'alternativa economica e resistente. La Jordan 1, diventata in quegli anni un punto di riferimento sia per gli skater sia per la moda, non era una scarpa costruita per lo skateboard ma si prestava benissimo a questo sport. La sua diffusione ha influenzato molti designer che hanno preso come punto di riferimento la silhouette.
Le aziende produttrici di scarpe da skate sponsorizzavano i loro prodotti facendoli indossare a skater professionisti ben conosciuti. Ne è un esempio Tony Hawk con le Air Walk, scarpe che sono diventate importanti sia nel mondo dello skateboard sia nel campo della moda.
Vans è sempre rimasto un marchio di nicchia in confronto a marchi come Nike o Converse ma il modello Old Skool è rimasto popolare sia nell’ambito skate che nel campo della moda oppure anche come scarpa per tutti i giorni.

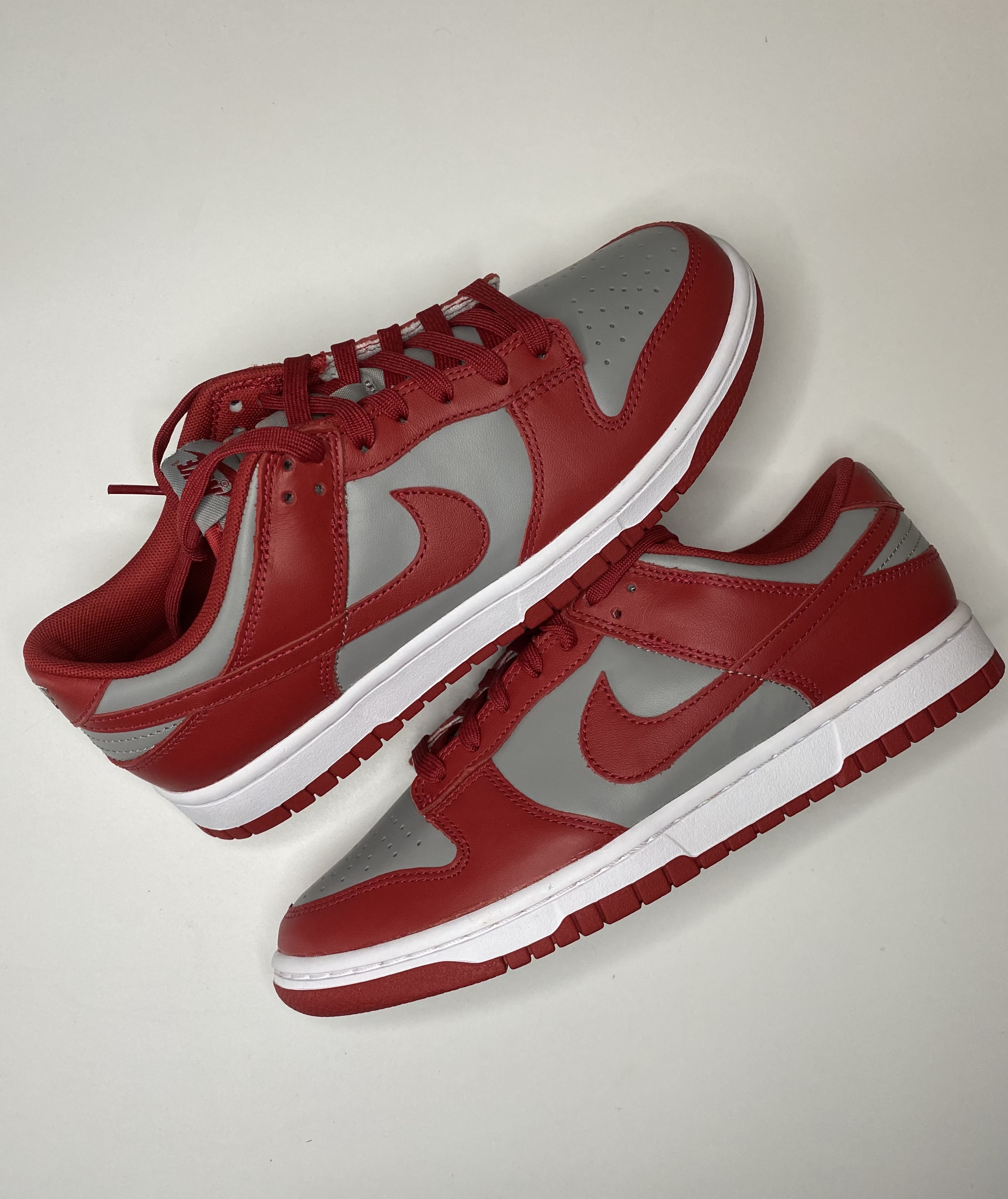
Un paio di Nike Dunk

## Collaborazioni
Natas Kaupas è stato uno dei primi skater ad avere una scarpa dedicata collaborando nel 1988 con Etnies che produsse un modello simile alla Air Jordan 1 da basket. La caratteristica principale di questo modello era un rinforzo laterale che garantiva la resistenza contro lo sfregamento sulla tavola.
Nel 1989 Vans ha rilasciato il modello Caballero di Steve Caballero. Gli skater solitamente tagliavano una parte di questa scarpa, rendendola più bassa. Il modello è rimasto in vendita a lungo e Steve Caballero ha celebrato i 25 anni dal lancio tagliando 20 paia e firmandole assieme a Supreme.
Nel 1994 le Duffs KCK'S sono state prodotte con la collaborazione di Kareem Campbell.
Gino Iannucci nel 2012 ha lanciato con un video le Challenge Court SB, nate dalla trasformazione di una normale scarpa da ginnastica degli anni ottanta.
Nel 2013 lo skater professionista Mark Gonzales ha stretto una collaborazione con Adidas, producendo le Gonz pro.

## Edizioni limitate
Le scarpe da skate sono importanti nel campo della moda.
Anche per questa tipologia di scarpe, il rilascio di modelli importanti in edizioni limitate produce file fuori dai negozi e vendite di seconda mano a prezzi elevati. La maggior parte delle persone che acquistano queste scarpe non sono skater ma collezionisti appassionati.
In questo modo, marchi come Nike producono un numero limitato di scarpe con la certezza di terminarle in poco tempo, sia online che nei negozi fisici. L'assegnazione delle scarpe a volte viene gestita tramite lotterie.
Solitamente le scarpe limitate sono Nike SB, ma anche collaborazioni come tra Vans e Supreme.
Nel 2017 lo stilista Virgil Abloh ha realizzato una collezione in collaborazione con Nike: 10 paia di scarpe tra cui Blazer, Air Jordan 1 e Converse Chuck Taylor.
Nike sb nel 2019 ha prodotto due modelli di Jordan 1, che pur non essendo una scarpa originariamente nata per lo skate, bensì per il basket, è comunque sempre stata utilizzata in questo sport. La caratteristica principale di questi modelli è il modo in cui cambiano colore dopo l'usura con la tavola.
Nel 2020 Nike SB ha collaborato con l'artista Travis Scott realizzando un paio di Dunk.

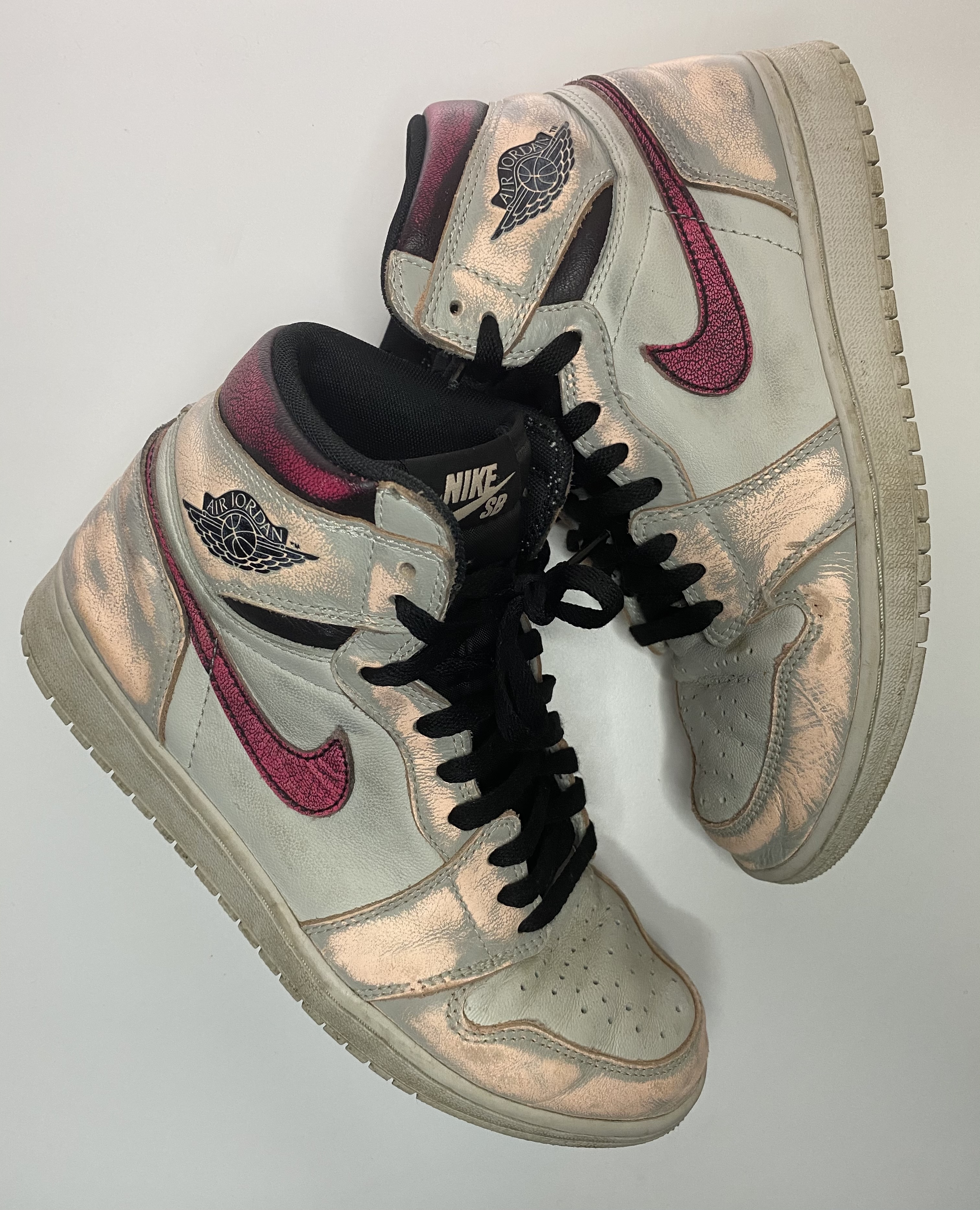
Un paio di Nike SB Jordan 1

## Modelli diffusi a partire dal 2018
Nel 2018 sono tornate di moda le "chunky" (scarpe da papà); la loro caratteristica è quella di essere voluminose e molti brand si sono ispirati alla loro silhouette.
La variante bassa delle Nike Dunk è ritornata di moda nel 2020 in moltissime colorazioni.
Dal 2020 lo skateboard è diventato uno sport olimpionico e marchi come Vans o Etnies si sono impegnati per produrre scarpe con tecnologie avanzate per migliorare il comfort e l'utilizzo.